# タレットパンチプレス

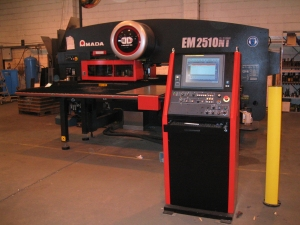
アマダ製タレットパンチプレス

タレットパンチプレス（英語: turret punch press）とは、プレス機械の一種。通称“タレパン”とも言われ、板金の打ち抜き加工によく用いられる。
形状の異なった多数の金型を円状または扇状の「タレット」とよばれる金型ホルダーに配置し、NC制御によって、任意の金型で材料（ワーク）の所定の位置に所定の打ち抜き、成形加工をおこなう。汎用金型を連続して打ち抜くこと（追い抜き、ニブリング）で、板金を任意の形状に打ち抜くことが可能。多品種少量生産に適する。

## 特徴
プレス位置は固定されており、板金材料がクランプされてX-Yテーブル上で移動することで加工場所を決定する。たいていの場合、定尺材5尺×10尺材（1524mm×3048mm）または4尺×8尺材（1219mm×2438mm）までの加工が考慮されているため、設置場所が広くなければならない。テーブル上には、板金の動きを円滑にするためにブラシやローラーが備えられている。
一旦金型をセットすると、摩耗するまでは基本的に手入れが不要である。また、機械の性質上、機械停止時にしか人手は介在できないため災害の危険性は少ない。金型はメーカーにより独自規格となっており、一部の特例を除いて互換性はない。
薄板の加工が自動で行える。反面、厚板の加工や深絞り加工は不向きである。成形加工は金型サイズに収まるレベルの加工に限られ、本格的な曲げ加工は別途、プレスブレーキなどを使用する必要がある。
NC制御プログラム作成のための専用のソフトウェアが必要となる（命令コマンドの手打ちは事実上不可能）。
打ち抜かれた製品は切り離されずに、材料の板金とミクロジョイントにて、つながった状態で排出される。別途、製品の切り離し作業が必要となる。

## 製造メーカー
主なタレットパンチプレスメーカー（順不同）
- アマダ
- 村田機械
- 日清紡
- アンリツ
- トルンプ